# Mormoops megalophylla
Mormoops megalophylla es una especie de murciélago de la familia Mormoopidae.

## Distribución geográfica
Se encuentra en América Central y el norte de Sudamérica.